# Криловик
Криловик (Pterigynandrum) — рід мохів родини Pterigynandraceae.
Вперше цей рід був описаний Йоганном Гедвігом.
Рід має космополітичне поширення.
Види:
- Pterigynandrum filiforme Hedwig, 1801[1]